# Eternamente comprometidos
Eternamente comprometidos (The Five-Year Engagement originalmente en inglés) es una película de comedia romántica de 2012 escrita, dirigida y producida por Nicholas Stoller, protagonizada por Jason Segel y Emily Blunt como una pareja cuya relación se pone tensa cuando su compromiso se sigue extendiendo. La película se estrenó en Norteamérica el 27 de abril de 2012 y en el Reino Unido el 22 de junio de 2012.

## Sinopsis
Un año después de conocerse, Tom (Jason Segel) le propone matrimonio a su novia Violet (Emily Blunt), pero los acontecimientos inesperados siguen provocando que pospongan su boda.

## Reparto
- Jason Segel como Tom Solomon.
- Emily Blunt como Violet Barnes.
- Rhys Ifans como Winton Childs.
- Chris Pratt como Alex Eilhauer.
- Alison Brie como Suzie Barnes.
- Jacki Weaver como Sylvia Dickerson.
- Mindy Kaling como Vanetha.
- Kevin Hart como Doug.
- Randall Park como Ming.
- Brinan Posehn como Tarquin.
- David Paymer como Pete Solomon.
- Mimi Kennedy como Carol Solomon.
- Chris Parnell como Bill.
- Jim Paddock como George Barnes.
- Dakota Johnson como Audrey.
- Jane Carr como abuela Katherine Barnes.
- Clement von Franckenstein como abuelo Baba Barnes.
- Michael Ensign como abuelo Harold Dickerson.
- Madge Levinson como abuela Leonora Dickerson.

## Producción
Partes de la película toman lugar en Ann Arbor, Míchigan y se rodó también en Ypsilanti, Míchigan en junio de 2011.

## Recepción

### Taquilla
The Five-Year Engagement debutó en el puesto número 5 en la taquilla. Recaudó US$ 11.157.000 en su primera semana en los EE. UU. y Canadá. Al 20 de mayo de 2012 ha recaudado US$ 27.068.000 en los EE. UU. y Canadá, y US$ 4.700.000 en Australia y Nueva Zelanda para un total de US$ 31.768.000. El presupuesto de la película fue de US$ 30.000.000.

### Respuesta de la crítica
The Five-Year Engagement ha sido bien acogida por los críticos. Rotten Tomatoes reporta que el 63% de las 130 críticas le dio a la película una reseña positiva. El consenso del sitio web es: «Aunque sin duda es demasiado larga, The five-year engagement se beneficia de la química fácil de sus protagonistas y un guion divertido, romántico, con profundidad sorprendente e inteligencia». Los críticos coinciden en que hay cierta química entre Emily Blunt y Jason Segel. Elizabeth Weitzman, una crítica reconocida del New York Daily News escribió: «Blunt nunca ha estado más relajada, y ella y Segel tienen una cálida química creíble».